# カスパー・ダーヴィト・フリードリヒ
カスパー・ダーヴィト・フリードリヒ（ドイツ語:Caspar David Friedrich、1774年9月5日 - 1840年5月7日）は、ドイツの画家。カスパル・ダーヴィト・フリードリヒとも。

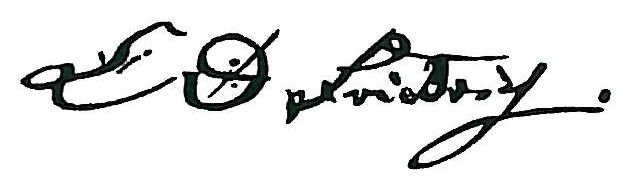
サイン

グライフスヴァルト出身、ドレスデンで没する。フィリップ・オットー・ルンゲとともに、ドイツのロマン主義絵画を代表する。宗教的含意をふくむ風景画によって知られる。

## 生い立ち

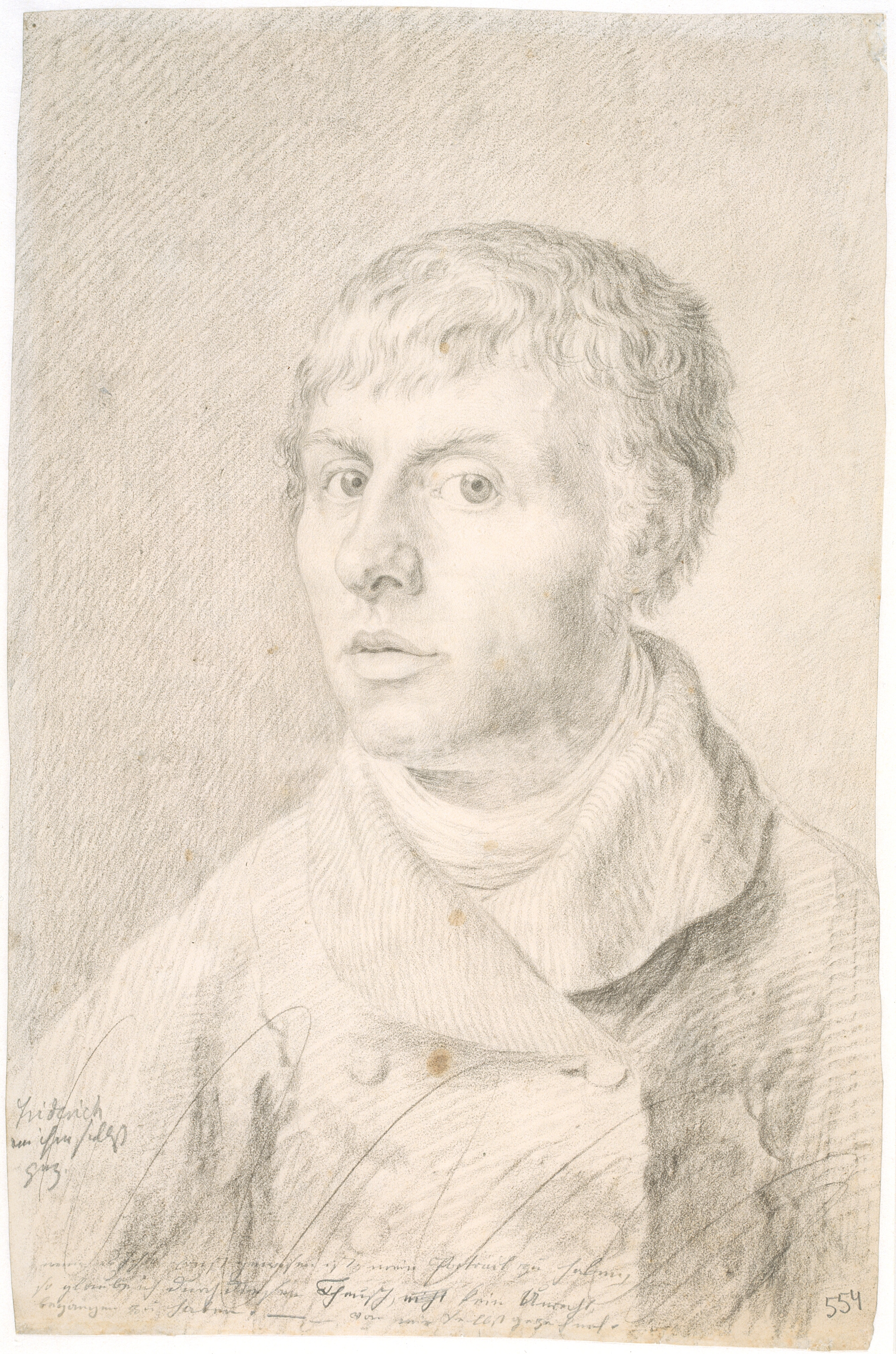
初期の自画像

カスパー・ダヴィット・フリードリヒは石鹸・蝋燭業を営む父の4男として、当時スウェーデン領のドイツの最北端・フォアポンメルンのグライフスヴァルトにて生まれた。幼少の頃、妹を亡くす。13歳の時、河でスケート遊びをしていたところ、氷が割れて溺れ、彼を助けようとした一歳年下の弟・クリストファーが溺死してしまう。フリードリヒはこのことで長年自分を責め続け、うつ病を患い自殺未遂を起こしたこともあった。その後、姉や母も亡くし、これらのことが彼の画風や人格に大きく影響を与えていると言われている。
- 1794年、コペンハーゲンの美術アカデミーに入学し学ぶ。その後、ドレスデンに転居し美術アカデミーに在籍する。
- 1799年、ドレスデン美術アカデミー展に出品。
- 1805年、ゲーテ主催のヴァイマル美術展に課題外の作品を出品し、受賞する。
- 1807年、油彩での本格的な制作を始める。ボヘミアへ旅行。
- 1810年、『海辺の修道士』『樫の森の中の修道院』がプロイセン王室に買い上げられる。ベルリン美術アカデミーの在外会員になる。
- 1813年、ナポレオン軍と連合軍の戦いのため疎開。
- 1814年、ナポレオンが退位。愛国的作品をドレスデン美術展に出品。
- 1816年、ドレスデン美術アカデミーの会員になる。
- 1818年、19歳年下のカロリーネと結婚。妻と帰郷。シュトラールズント市から依頼された聖母教会の内装デザインを送る。
- 1833年、政治的なことも絡んでか、批判的な批評が増える。
- 1835年、脳卒中で倒れ、一命は取り留めるも後遺症として麻痺が残る。以降はセピアインクによる線画を中心に描くようになる。
- 1836年、デュッセルドルフ派の展覧会に出品

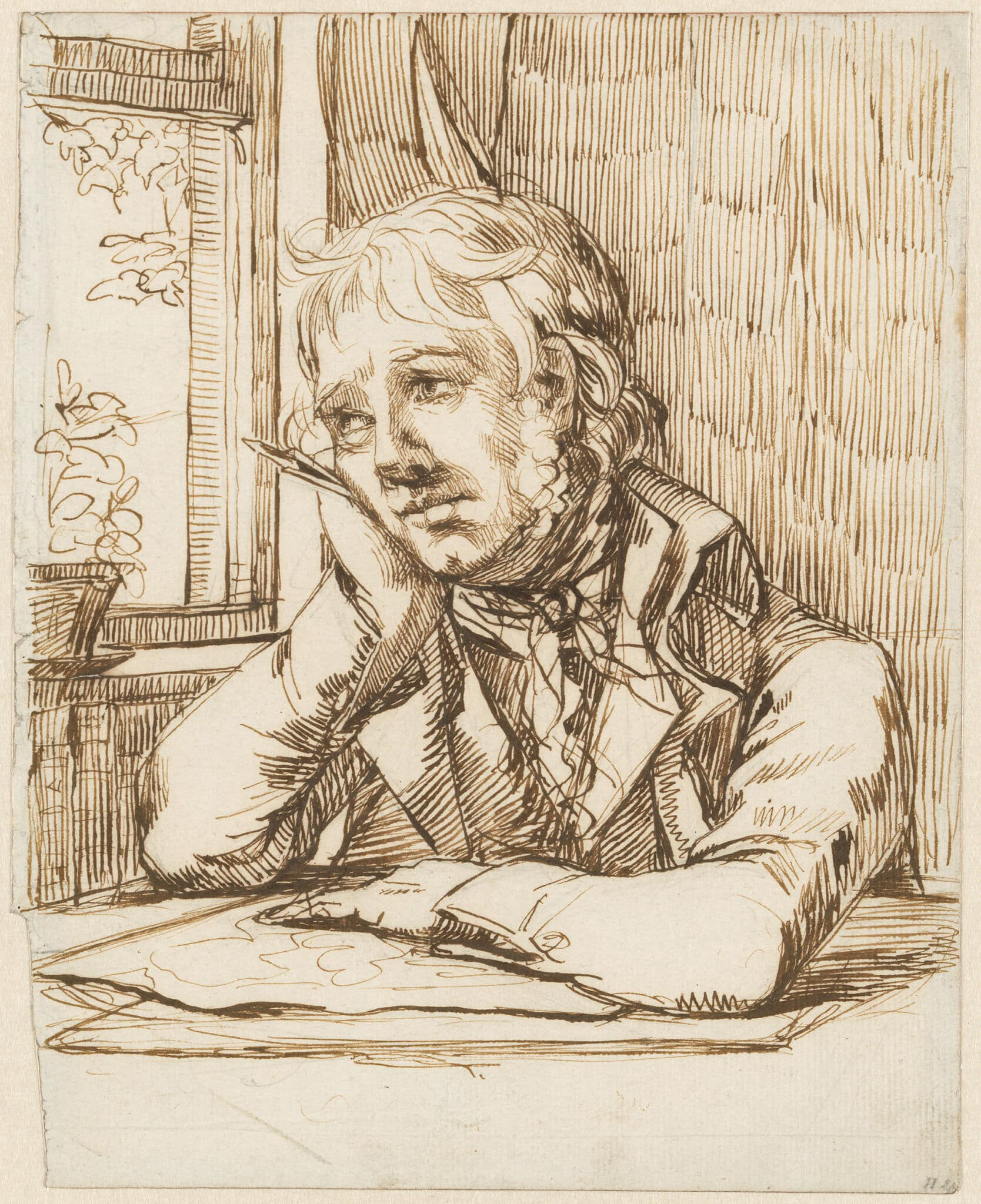
フリードリヒの1840年以前の自画像

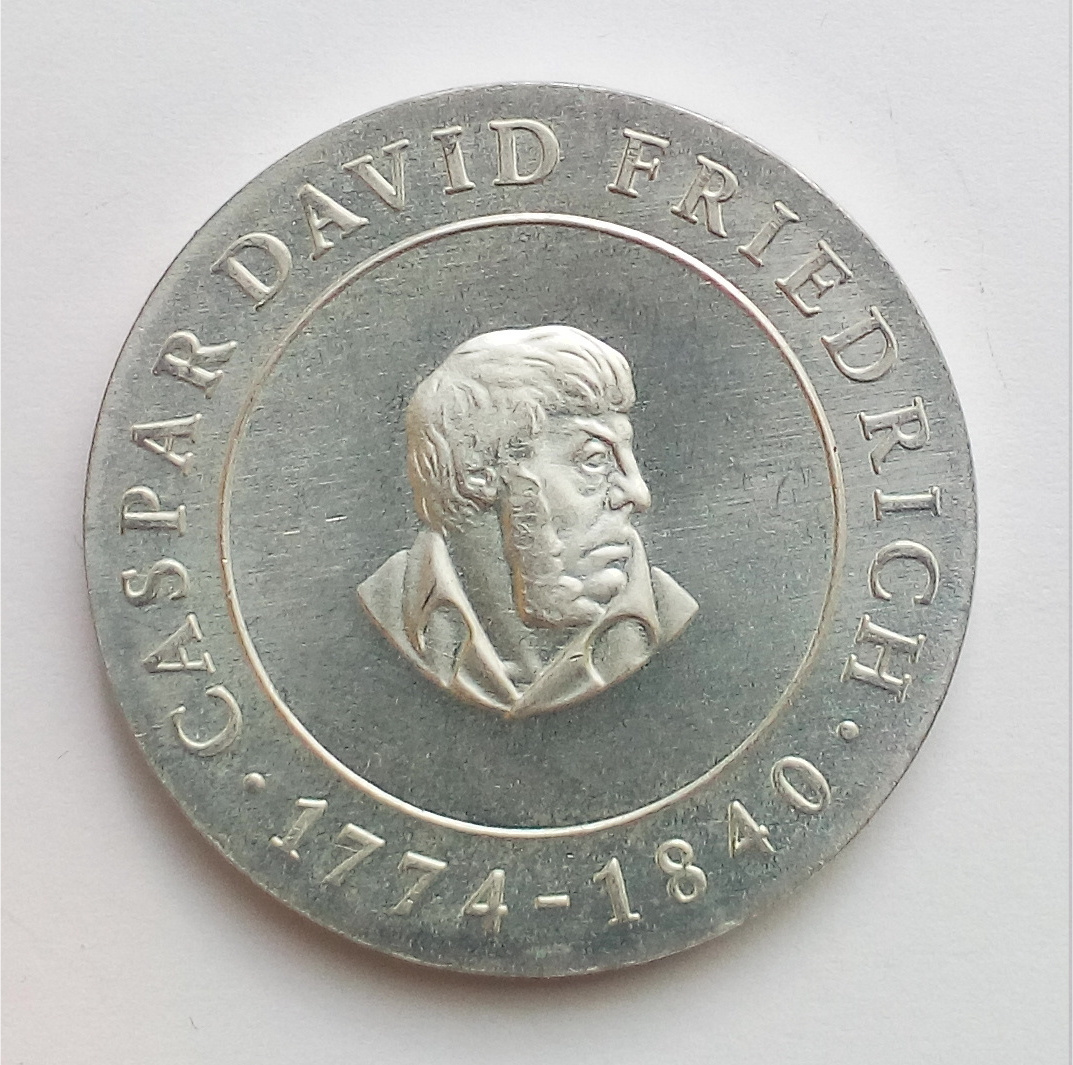
1974年発行ドイツマルク「フリードリッヒバースデーコイン」

- 1840年に死去。

## 作品

『海辺の僧侶』（1808-1810）ベルリン美術館所蔵の画布、油彩。寸法は、110 × 171.5cm。

ナポレオン戦争とそれに続く時代には、あえて禁止されていた伝統的な民族衣装に身をつつんだ人物を描くなど、ドイツにおけるナショナリズムの形成にも寄与したが、ややもすれば過剰ともなりかねない愛国主義的姿勢や作品にうかがわれる神秘主義的傾向に対しては政治的な理由で批判を浴びる事もあり、ゲーテのように冷静に距離を置いた同時代人もいる。
作品は、自然の風景、それも高みや遥か彼方を見据えるもの、廃墟になった僧院、墓地、古代の巨石墓、槲の木などがよくモチーフとして取り上げられる。無人の荒涼とした風景を題材とした、宗教的崇高さと静寂感に満ちた作品が多い。人が描かれるときは、その人も作品に描かれた風景を鑑賞者と共に見つめるため、背後からしか描かれないのが常である。例外的に幼児のみがこちらを向いて描かれる。また、『氷の海』のように、自然の冷酷さと死のイメージを重ね合わせた作品も多い。主要な作品は、ドレスデン美術館とベルリンのナショナル・ギャラリー（ムゼウムスインゼル）で見ることができる。
元々は、セピアインクによるペン画（線画）を描いていた。脳卒中で倒れた後は、油彩からは一歩引いて再びペン画を中心に画業を行っていた。
なお、フリードリヒの作品は、昭和初期から主にドイツ文学者たちによって日本に紹介されている。また、ドイツ留学の経験のある日本画の東山魁夷の作品には、フリードリヒからの影響が見られる。

## 文献
- フォン・アイネム『ドイツ近代絵画史』神林恒道・武藤三千夫訳、岩崎美術社、1985年
- 『ドイツ・ロマン派画集』藤縄千艸編 「ドイツ・ロマン派全集 別巻」国書刊行会、1985年
- ヘルベルト・フォン・アイネム『風景画家フリードリヒ』藤縄千艸訳、高科書店、1991年
- ゲルトルート・フィーゲ『カスパー・ダーヴィト・フリードリヒ』松下ゆう子訳、Parco出版、1994年
- 仲間裕子『C.D.フリードリヒ　〈画家のアトリエからの眺め〉―視覚と思考の近代』三元社、2007年
- 小笠原洋子『フリードリヒへの旅』角川叢書、2009年

## 主な作品
- 蜘蛛の巣を持つ女（英語版）(1803年)
- テッチェン祭壇画(1805年)
- エルベ渓谷の眺め(1807年）
- 古代の英雄の墓（英語版）(1812年)
- 港の眺望（1815-1816年）
- 雲海の上の旅人(1818年）
- リューゲン島の白亜岩（英語版）（1818年）
- 朝日の中の婦人（1818-1820年）
- 月を眺める二人の男（1819-1820年）
- 氷の海（1823-1824年）[1]
- 月を想う男と女（1830-35年）

- 『雲海の上の旅人』
- 『朝日の中の婦人』
- 『月を眺める二人の男』
- 『氷の海』